# Жигулёвское (озеро)
Жигулёвское (фин. Teinijärvi) — озеро на территории Каменногорского городского поселения Выборгского района Ленинградской области.

## Общие сведения
Площадь озера — 0,5 км², площадь водосборного бассейна — 4,2 км². Располагается на высоте 63,1 метров над уровнем моря.
Форма продолговатая: вытянуто с северо-запада на юго-восток. Берега каменисто-песчаные.
С восточной стороны озера вытекает река Жигулёвка, которая втекает в реку Новосёловку, впадающую в озеро Свободное, из которого воды, протекая озёра Бородинское и Михалёвское, попадают в реку Козловку, впадающую в озеро Любимовское. Из Любимовского воды по реке Дымовке попадают в Вуоксу.
Ближе к юго-восточной оконечности озера расположен один относительно крупный (по масштабам водоёма) остров без названия.
Вдоль юго-западного берега озера проходит дорога местного значения 41К-024 («Среднегорье — Топольки»).
Название озера переводится с финского языка как «подростковое озеро».
Код объекта в государственном водном реестре — 01040300211102000012394.